# کرایو اینتراکتیو
کرایو اینتراکتیو (انگلیسی: Cryo Interactive) شرکت بازی ویدئویی فرانسوی است، که در سال ۱۹۹۰ تأسیس شد.